# Urker vissersmonument

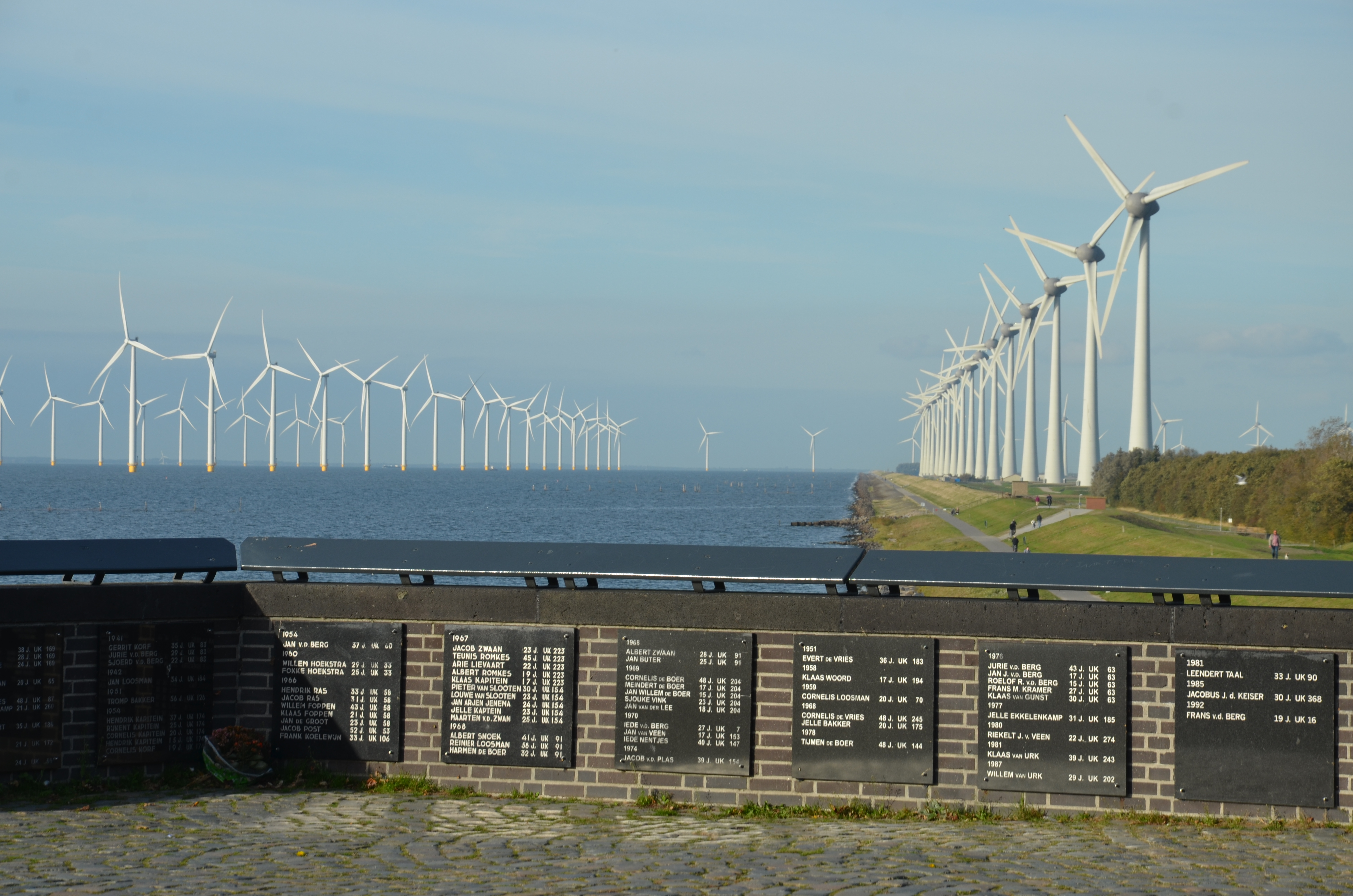
In de jaren '10 van de 21e eeuw waren er op Urk veel protesten tegen het Windpark Noordoostpolder. Een van de argumenten was de ontsiering van het uitzicht bij het monument. Het protest mocht niet baten.

Het Urker vissersmonument is een monument op Urk aan de kust bij Wijk 3.
De visserij en de visverwerkende industrie brachten veel welvaart naar het voormalige eiland Urk. Maar Urk en zijn inwoners hebben daar ook voor moeten betalen. Vroeger werd de visserij nog niet uitgeoefend door middel van moderne technieken en grote kotters. Kwetsbaar waren de botters en kotters, die veelal vergingen in stormen. Velen hebben de visserij met hun leven moeten bekopen, hun lichamen werden vaak ook nooit meer teruggevonden.

## Teksten

### Gedicht
Hier wendden zij de steven
en door wie achterbleven
werd hier op hen gewacht
Hier werd voor hen gebeden
maar ook intens geleden
als "tinge" (tijding) werd gebracht
Velen in zee gebleven en
hier staan ze ingeschreven
en wordt aan hen gedacht

### Bijbelcitaat
... en de zee was niet meer

## Onthulling

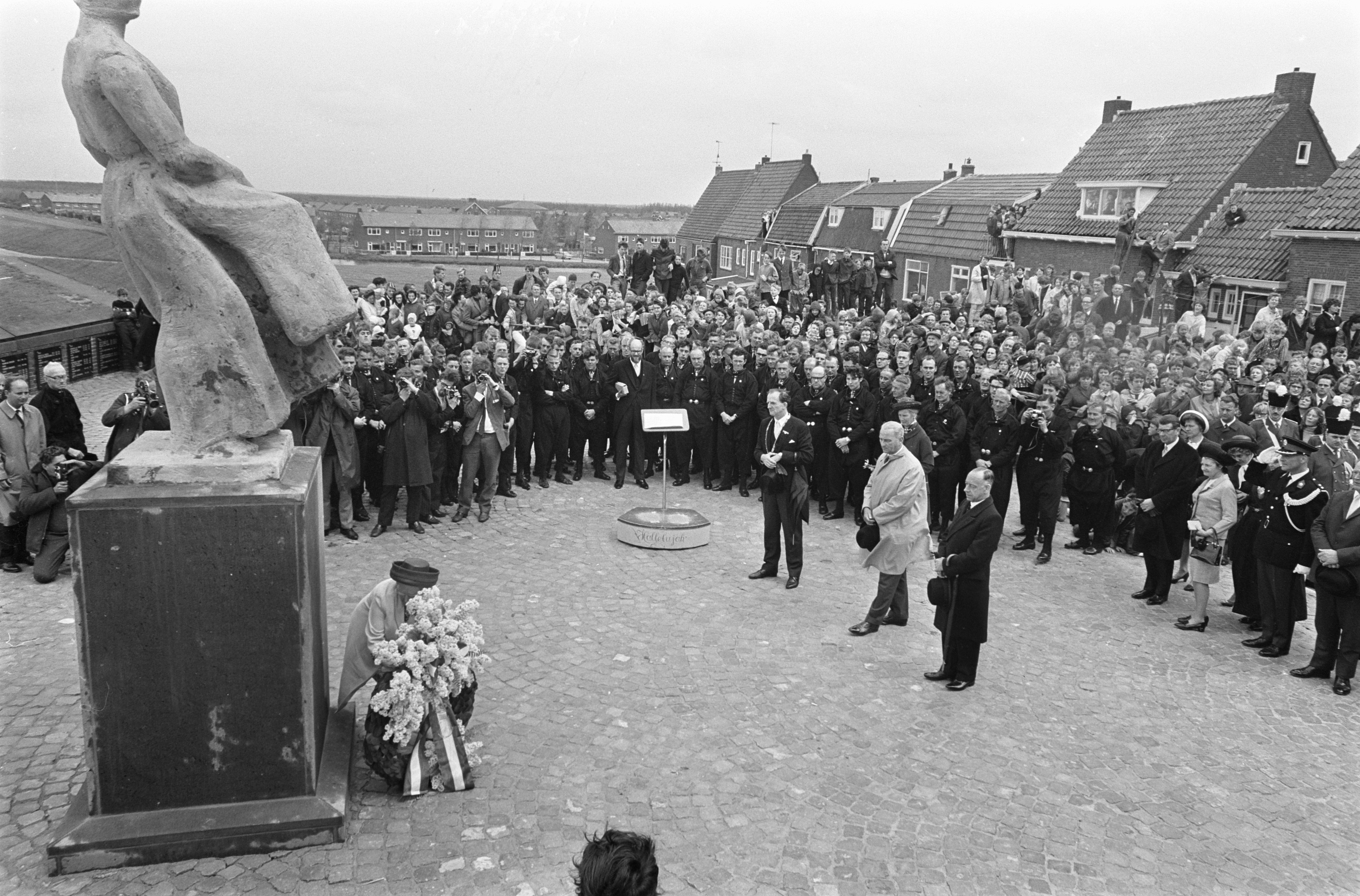
Kranslegging door Koningin Juliana in 1968.

Op 11 mei 1968 werd door koningin Juliana het vissersmonument onthuld.
Dit kunstwerk is vervaardigd door G. van der Leeden uit Bergen (N.H.). het stelt een vissersvrouw voor, die nog één keer achteromkijkt naar zee, vanwaar haar geliefde(n) had(den) moeten komen. Op de 36 marmeren platen staan 379 namen van hen die op zee het leven verloren.
Tussen 1865 en 1904 zijn meer dan 210 Urkers in de golven omgekomen. Onder hen bevonden zich kinderen van 8, 10 en 11 jaar.